# Йейттелес, Иуда
Иуда Йейттелес (нем. Judah Jeitteles; 1773, Прага, Чехия — 6 июня 1838, Вена, Австрия) — австрийский учёный-библеист. Сын Йонаса Йейттелеса, брат Баруха Йейттелеса, отец Аарона Йейттелеса.
По материалам Еврейской Библии составил и опубликовал популярную грамматику арамейского языка (1813). Автор комментариев к ряду библейских книг. Напечатал также «Собрание еврейских песен, басен...» (нем. Sammlung Hebräischer Gedichte, Fabeln..., 1821).